# Taquara (ort)
Taquara är en ort i Brasilien.   Den ligger i kommunen Taquara och delstaten Rio Grande do Sul, i den södra delen av landet, 1 600 km söder om huvudstaden Brasília. Taquara ligger 33 meter över havet och antalet invånare är 48 051.
Terrängen runt Taquara är kuperad åt nordväst, men åt sydost är den platt. Runt Taquara är det glesbefolkat, med 20 invånare per kvadratkilometer.. Närmaste större samhälle är Parobé, 5,8 km väster om Taquara.
Omgivningarna runt Taquara är huvudsakligen savann.